# Vetto
Vetto là một đô thị ở tỉnh Reggio Emilia trong vùng Emilia-Romagna, có vị trí cách khoảng 80 km về phía tây của Bologna và khoảng 35 km về phía tây nam của Reggio Emilia. Tại thời điểm 31 tháng 12 năm 2004, đô thị này có dân số 2.063 và diện tích 53.3 km².
Đô thị Vetto có các frazioni (các đơn vị cấp dưới, chủ yếu là các làng) Atticola, Brolo, Buvolo, Caiolla, Cantoniera, Casalecchio, Casella, Casone, Castellaro, Castellina, Cesola, Cola, Costa, Costaborga, Crovara, Ferma, Gottano Sopra, Gottano Sotto, Groppo, Legoreccio, Mavore, Maiola, Moziollo, Piagnolo, Pineto, Predella, Rodogno, Roncolo, Rosano, Scalucchia, Sole Sopra, Sole Sotto, Spigone, Strada, Teggia, Tizzolo, and Vidiceto.
Vetto giáp các đô thị: Castelnovo ne' Monti, Canossa, Neviano degli Arduini, Palanzano, Ramiseto.